# Jean Delhez
Jean Guillaume Delhez (Dison, 21 februari 1836 - 27 maart 1908) was een Belgisch volksvertegenwoordiger.

## Levensloop
Delhez was gemeenteraadslid van Dison.
In 1898 werd hij katholiek volksvertegenwoordiger voor het arrondissement Verviers en vervulde dit mandaat voor één termijn, tot in 1900.
Rond de Tweede Wereldoorlog was er een Jean Delhez burgemeester van Dison. Waarschijnlijk was hij een kleinzoon.